# ジョヴァンニ・バッティスタ・バッサーニ
ジョバンニ・バッティスタ・バッサーニ（Giovanni Battista Bassani、1657年? - 1716年10月1日）は、イタリア、パドヴァ出身の作曲家。

## 生涯
パドヴァで生まれ、ヴェネツィアでジョヴァンニ・レグレンツィに学んだと云われている。
1677年、フェラーラにあるアカデミア・デラ・モルテのオルガン奏者となる。1680年にモデナにある礼拝堂の楽長に就任。1688年にフェラーラにある大聖堂の楽長に就任。1712年にベルガモの大聖堂の楽長に就任。
その後、ベルガモで没する。